# Francisco Vergara
Francisco Vergara nazywany starszym («el Mayor» o «el Viejo») – hiszpański rzeźbiarz pochodzący z Walencji.
Był głową rodziny artystów. Miał dwóch synów, z których Ignacio został rzeźbiarzem, a José malarzem. Jego brat Manuel Vergara i bratanek Francisco Vergara Bartual również byli rzeźbiarzami.
Był uczniem Leonarda Julio Capuz, a później Konrada Rudolfa, z którym współpracował przy dekoracji Katedry w Walencji. Wykonał rzeźby papieży Kaliksta III i Aleksandra VI. Jego rzeźby zdobią liczne kościoły w Walencji.